# Османли (дем Кушница)
Османли (на гръцки: Χρυσόκαστρο, на катаревуса: Χρυσόκαστρον, Хрисокастрон, до 1926 година Οσμανλή, Османли) е село в Гърция, дем Кушница, област Източна Македония и Тракия. 

## География
Селото е разположено на 185 m надморска височина в южното подножие на Кушница (Пангео). В селото е запазен старинният каменен Османлийски мост. Северно над селото, на мястото на старото село Еледжик (Аетоплая) е манастирът „Свети Пантелеймон“.

## История

### В Османската империя
В XIX век Османли е мюсюлманско село в Правищка каза на Османската империя. Съгласно статистиката на Васил Кънчов („Македония. Етнография и статистика“) към 1900 година Османли е турско селище. В него живеят 300 турци.

### В Гърция
В 1913 година селото попада в Гърция след Междусъюзническата война. През 20-те години турското му население се изселва по споразумението за обмен на население между Гърция и Турция след Лозанския мир и на негово място са заселени гърци бежанци, които в 1928 година са 50 семейства с 202 души, като селото е чисто бежанско. В 1926 година селото е прекръстено на Хрисокастро, в превод Златна крепост. Българска статистика от 1941 година показва 450 жители.
Населението отглежда тютюн и пшеница.
| Година    | 1913 | 1920 | 1928 | 1940 | 1951 | 1961 | 1971 | 1981 | 1991 | 2001 | 2011 | 2021 |
| --------- | ---- | ---- | ---- | ---- | ---- | ---- | ---- | ---- | ---- | ---- | ---- | ---- |
| Население | 193  | 186  | 285  | 418  | 611  | 577  | 405  | 376  | 350  | 645  | 307  | 253  |